# 許爀
許 爀（ホ・ヒョク、朝鮮語: 허혁、1912年6月23日 - 1999年4月28日）は、大韓民国の実業家、政治家。第5代韓国国会議員。
号は又石（ウソク、우석）。許 䓇（読み、ハングル同じ）とも表記される。

## 経歴
日本統治時代の京畿道漣川郡出身。培材高等普通学校（現・培材高等学校）中退。鮮一物産合資会社社長、漣川郡自治委員会最高執行委員、建国貿易株式会社常務取締役、東西海運株式会社副社長、ヤンイル物産合資会社社長、大韓軍警家族同志会長、民主党中央委員・京畿道党副委員長・監察部長・ソウル特別市党監察委員会議長、新民党地区党委員長、大韓民国憲政会顧問などを歴任した。1960年の第5代総選挙では民主党の候補として漣川郡選挙区から出馬し当選し、国会国防委員会委員、国会未收復地区收復対策特別委員会委員長を務めたが、翌年の5・16軍事クーデターにより議員職を辞退した。1963年の第6代総選挙では自由民主党の候補として出馬したが落選した。
1999年に持病によりソウル市内の病院で死去。享年88。